# Шталь (футбольный клуб, Тале)
«Шталь» (нем. Sportverein Stahl Thale e. V.) — немецкий футбольный клуб из города Тале, федеральная земля Саксония-Анхальт.

## История
Первый футбольный клуб в Тале появился в октябре 1904 года под названием «Талер Фуссбалль-Клуб». До 1930-х годов в городе появилось несколько футбольных клубов, в том числе «Унион», «Аскания», «Виктория», «ШпФгг Тале», часть из них поглотила ранее существовавшие клубы. После Второй мировой войны все существующие клубы были распущены советской оккупационной администрацией.
В октябре 1945 года новыми властями сформировано Спортивное общество Тале (Sportgemeinschaft Thale), при котором возник футбольный клуб KWU Thale. 1 мая 1946 года он переименован в SG Eisenhüttenwerk Thale, а 17 января 1951 преобразован в BSG Stahl Thale.
Во второй половине 1940-х годов клуб участвовал в чемпионате округа Кведлинбург. В сезоне 1948/49 стал чемпионом округа «Запад» земли Саксония-Ангальт, а в сезоне 1949/50, когда впервые проводился чемпионат ГДР, — победил в чемпионате земли Саксония-Анхальт и заслужил право на выход в высший дивизион. Также в 1950 году стал обладателем Кубка ГДР, победив в финале 3 сентября 1950 года «КВУ Эрфурт» 4:0.
В дебютном сезоне 1950/51 в Высшем дивизионе команда заняла седьмое место среди 18 участников (лучший результат среди дебютантов того сезона), а её форвард Вернер Оберлендер занял третье место в споре бомбардиров с 31 мячом. В сезоне 1951/52 «Шталь» финишировала 13-й, а в сезоне 1952/53 показала свой лучший результат — пятое место. В сезоне 1953/54 команда заняла последнее место и вылетела во второй дивизион.
В дальнейшем клуб выступал во втором и третьем дивизионах чемпионата ГДР. После объединения Германии выступает в региональных соревнованиях. В июле 1990 года был пересоздан как новое юридическое лицо.

## Достижения
- Обладатель Кубка ОСНП: 1950
- Лучший результат в чемпионатах ГДР — пятое место (1952/53)

## Известные игроки
- Герхард Шаллер — 5 матчей за сборную ГДР
- Ганс Шпет — 2 матча за сборную ГДР
- Гельмут Фойерберг — 111 матчей в чемпионате ГДР (1950—1954)
- Ганс Грютцеманн — 110 матчей
- Отто Тролльдениер — 110 матчей
- Вилли Гайерт — 105 матчей